# To przyszło z głębin morza
To przyszło z głębin morza – amerykański film katastroficzny science-fiction, wyreżyserowany przez Roberta Gordona. Jego premiera odbyła się w 1955 roku.

## Fabuła
Zmutowana ośmiornica atakuje San Francisco. Kapitan atomowego okrętu podwodnego w towarzystwie dwóch naukowców starają się powstrzymać giganta zanim zniszczy most Golden Gate.

## Obsada
- Donald Curtis - prof. John Carter
- Faith Domergue - prof. Lesleyl Joyce
- Kenneth Tobey - komandor Pete Mathews
- Ian Keith - adm. Burns
- Dean Maddox - adm. Norman
- Del Courtney
- Richard W. Peterson
- Harry Lauter
- Chuck Griffiths